# Наступальна операція

План Житомирської наступальної операції

Наступа́льна опера́ція  — форма ведення бойових дій оперативними (оперативно-стратегічними) об'єднаннями збройних сил; сукупність погоджених і взаємозв'язаних за метою, місцем і часом битв, боїв і ударів, що проводяться на театрі воєнних дій або стратегічному (операційному) напрямку за єдиним замислом та планом для вирішення стратегічних, оперативно-стратегічних або оперативних завдань з метою розгрому великого угрупування противника і опанування районів (об'єктів), що мають важливе стратегічне (оперативне) значення.

## Зміст наступальної операції
Наступальна операція, як правило, проводиться в рамках фронтової операції (стратегічного наступу усіх військ) у взаємодії з іншими арміями (фронтами, групами армій), силами та засобами, а на приморських напрямах — також з силами та засобами військово-морських сил. На окремих операційних (стратегічних) напрямках наступальна операція може проводитися самостійно.
Наступальні операції можуть проводитися об'єднаннями одного або кількох видів збройних сил.
За масштабом наступальні операції поділяються на стратегічні, фронтові (флоту, округу ППО, групи армій), армійські (корпусні), флотилії;
- за часом проведення — перші та подальші;
- залежно від сфери ведення бойових дій — сухопутних військ, морські, протиповітряні та повітряні;
- особливим видом наступальних операцій є спільні (повітрянодесантні, морські десантні і протидесантні) операції.

У стратегічних наступальних операціях може проводитися кілька фронтових, у фронтовій — кілька армійських операцій. Основними показниками наступальних операцій є: кількість військ (сил), що беруть участь, просторовий розмах (ширина смуги наступу, ширина смуги прориву першої лінії оборони противника, глибина наступу), тривалість, динамічність, напруженість бойових дій.